# Taxi (película de 1996)
Taxi es una película española de 1996 rodada por el director Carlos Saura.

## Sinopsis
Un grupo de taxistas, autodenominado “la familia”, se dedica a limpiar la ciudad de Madrid de negros ("mierda"), homosexuales, transexuales y travestis ("pescado") y toxicómanos ("carne"), durante sus patrullas nocturnas. Uno de ellos, Velasco, tiene una hija, Paz, que ha suspendido los parciales y ha decidido dejar de estudiar. Velasco, enfadado, la obliga a trabajar con él en el taxi: ella hace el servicio de día y él trabaja de noche.
Dani es el hijo de un miembro de la familia: Reme. No había vuelto a ver a Paz desde que eran pequeños, y ahora se enamoran y comienzan a salir juntos.
En una escena de la película, la familia, junto con Dani y Paz visitan al marido de Reme en el hospital: un taxista retirado que se quedó paralítico por culpa de una pareja de toxicómanos que le dispararon a la médula, y que no murió gracias a uno de los miembros, Calero, un taxista expolicía, que pasaba por allí en ese momento. Esa fue la razón por la que el grupo se decidió a librar su particular batalla, y Dani está casi convencido de que tiene que hacer lo mismo.
Poco a poco Paz se entera de las andanzas de su novio, su padre y sus amigos, cosa que desaprueba rotundamente. Es entonces cuando el expolicía la ve como un peligro, y temiendo que los denuncie decide matarla.

## Localizaciones
La película se rodó en Madrid en muy diversos escenarios, tales como el Palacio de Cristal y el monumento a Alfonso XII en el Parque del Buen Retiro, las inmediaciones del Pirulí o el Viaducto.